# 棒ノ折山

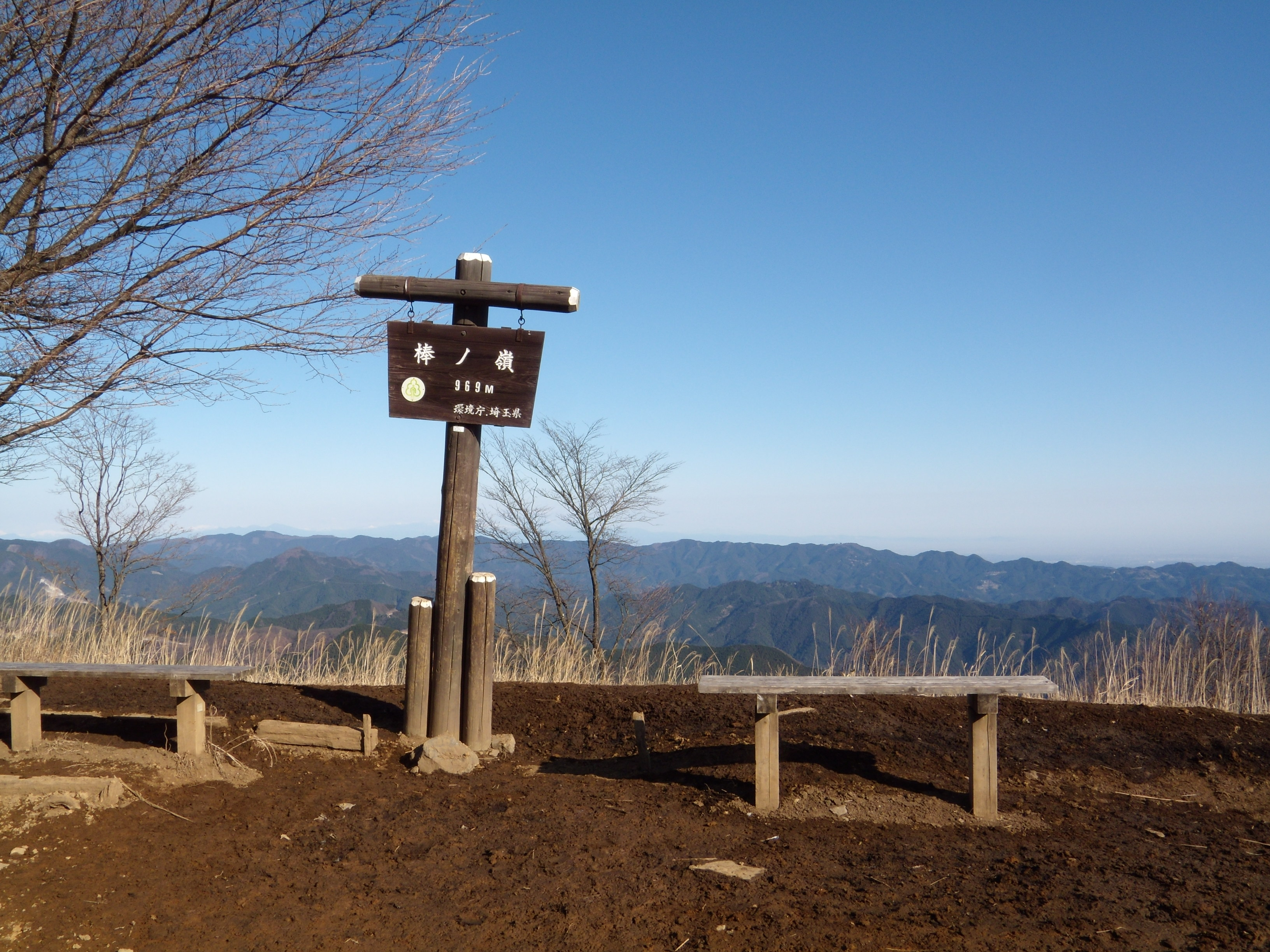
山頂から西を望む

棒ノ折山（ぼうのおれやま）は、東京都西多摩郡奥多摩町と埼玉県飯能市との境にある標高969mの山である。奥多摩と奥武蔵の山域の境にある。
棒ノ折嶺、棒ノ峰、棒ノ嶺ともいう。坊の尾根、坊主の尾根ともいった。
棒ノ折の由来のひとつに鎌倉時代の秩父の武将であった畠山重忠がこの山を越える際に杖として持っていた石棒が折れたことから名が付いたとされる。奥多摩側百軒茶屋から登る登山道沿いにある祠にはその折れた石棒の片破れと言われる一尺程の石柱が祀られている。
山頂は非常に広く、公園か小規模なグラウンドのような広場となっている（ただしトイレや売店はない）。昔は茅（茅葺き屋根の材料）の原であった。

## 登山ルート
- 埼玉県側から
  - 1）青梅市成木から小沢峠→黒山→権次入峠（ごんじりとうげ）から稜線沿いに棒ノ折山へ（約3時間）
  - 2）西武鉄道飯能駅からバス（国際興業バス）に乗り河又・名栗湖入口で下車、名栗湖（有間ダム）の南側にある白谷沢登山口から権次入峠へ登り稜線沿いに棒ノ折山へ（沢登り約2時間）
  - 3）有馬ダム奥の落合(釣場の橋を渡る)から仙岳尾根を登り槙ノ尾山から稜線沿いに棒ノ折山へ（急坂約2時間）
- 東京都側から
  - 1）JR東日本青梅線御嶽駅下車、惣岳山、岩茸石山、黒山、権次入峠から稜線沿いに棒ノ折山へ
  - 2）御嶽駅からバス（西東京バス）に乗り清東橋下車（平日は上日向止まり）、奥茶屋キャンプ場にある登山口から沢、尾根沿いに棒ノ折山へ

登山道の情報は奥多摩ビジターセンターのホームページで確認ができる。いずれのルートも登山道が整備されており日帰り登山が可能であるが、登山計画書を提出する場合は青梅警察署・青梅警察署管内の交番・駐在所又は御嶽駅にて受け付けており、警察署には郵送も可能である。
狩猟期（11月15日～翌年2月15日）には目立つ色の服装で、登山道を外れないように注意する必要がある。
棒ノ折山と岩茸石山を結ぶコースは「関東ふれあいの道・山草の道」にも指定されている。その名の通り山草が豊富で、とくにスミレの種類が多いことで知られている。

## ギャラリー

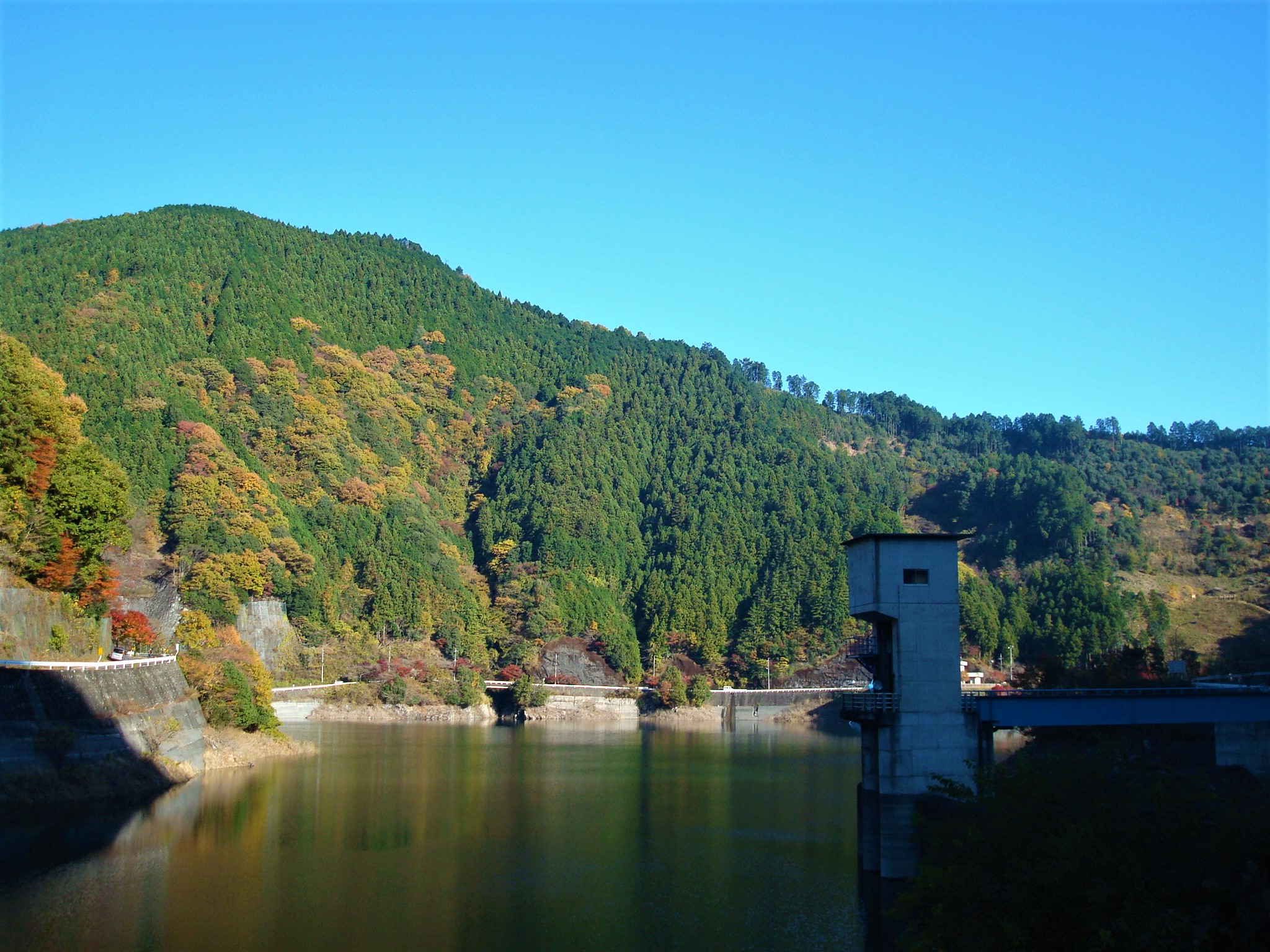
登山口のある名栗湖
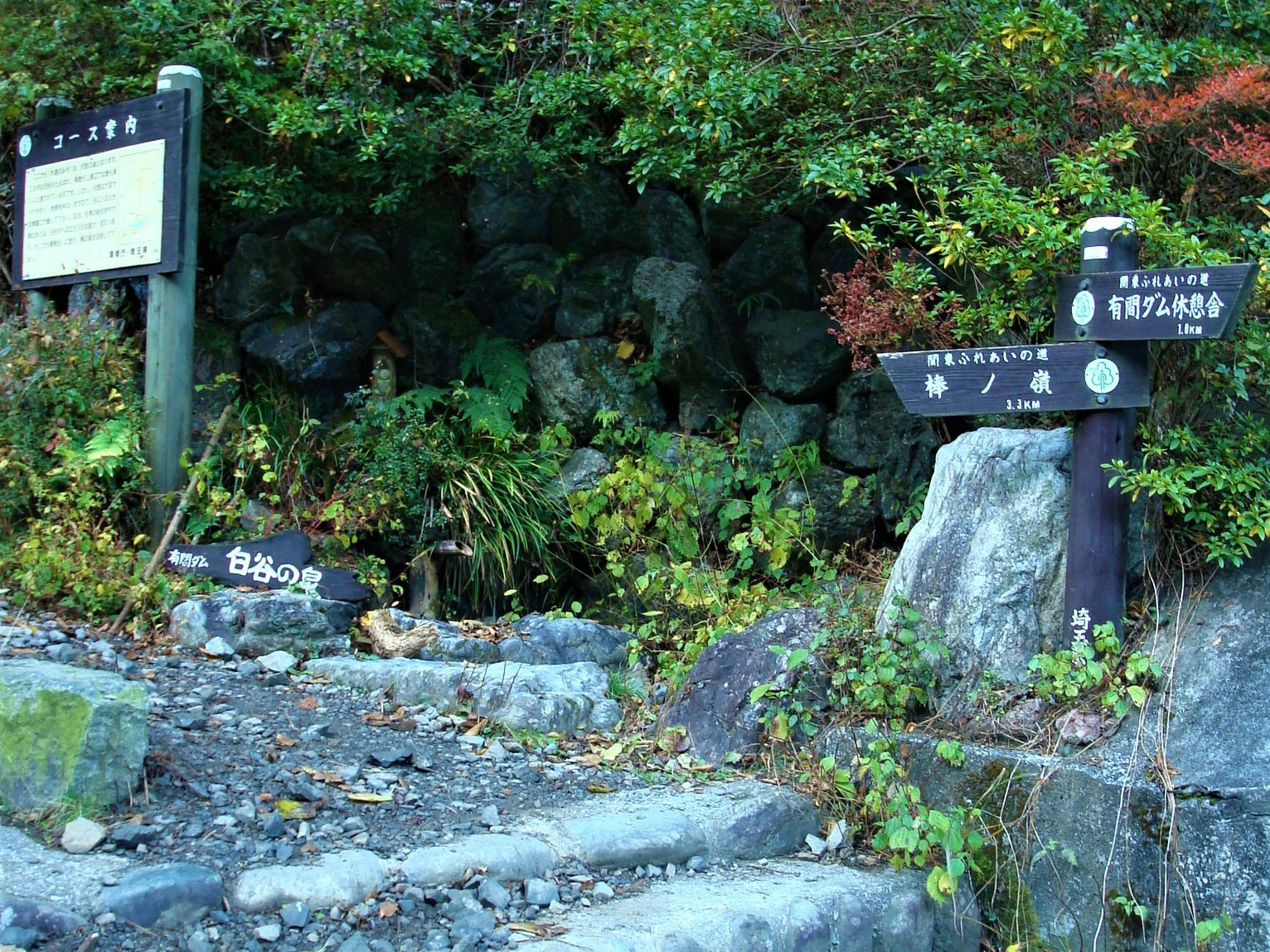
登山口にある白谷の泉
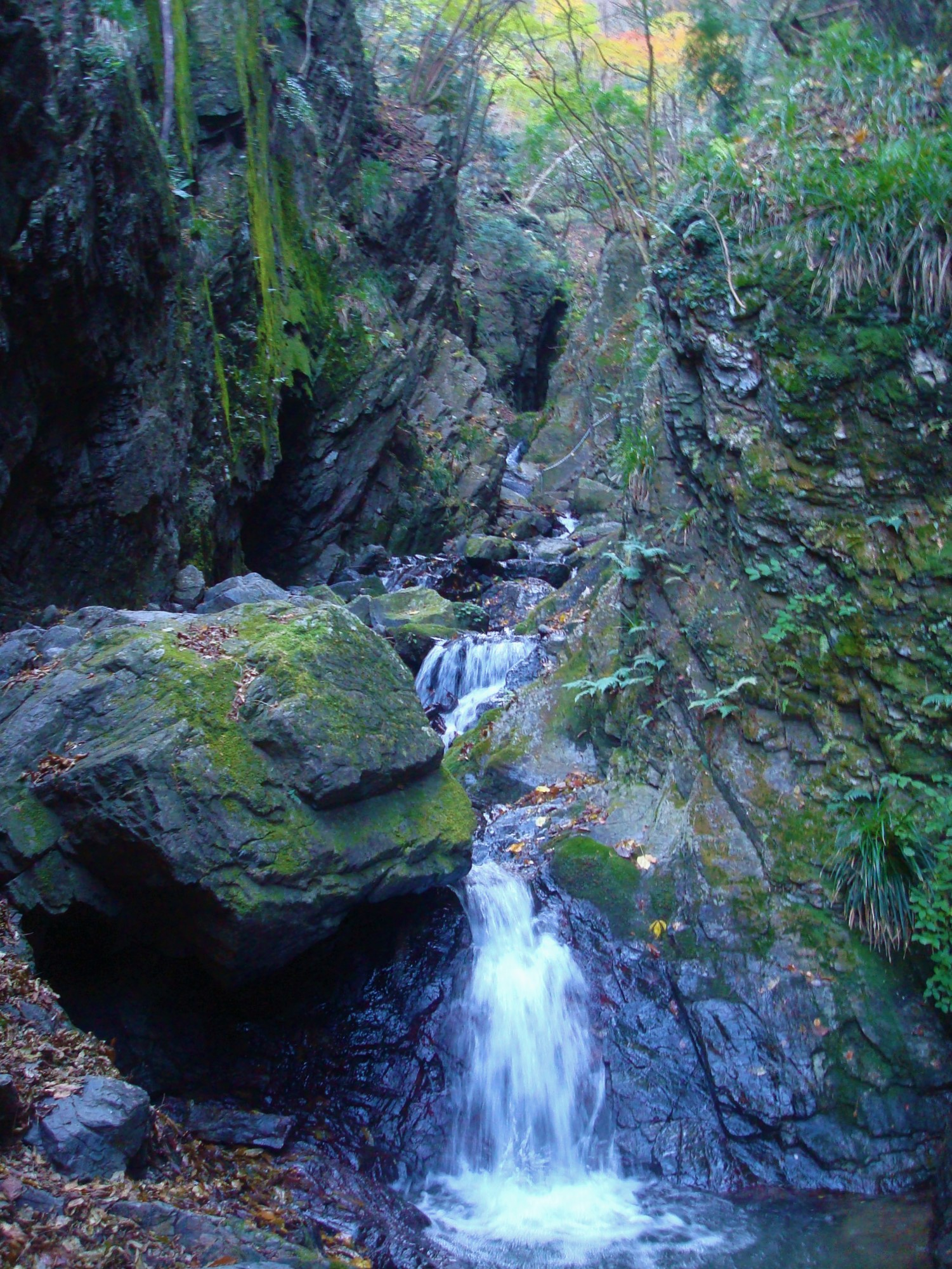
白谷沢のゴルジュ
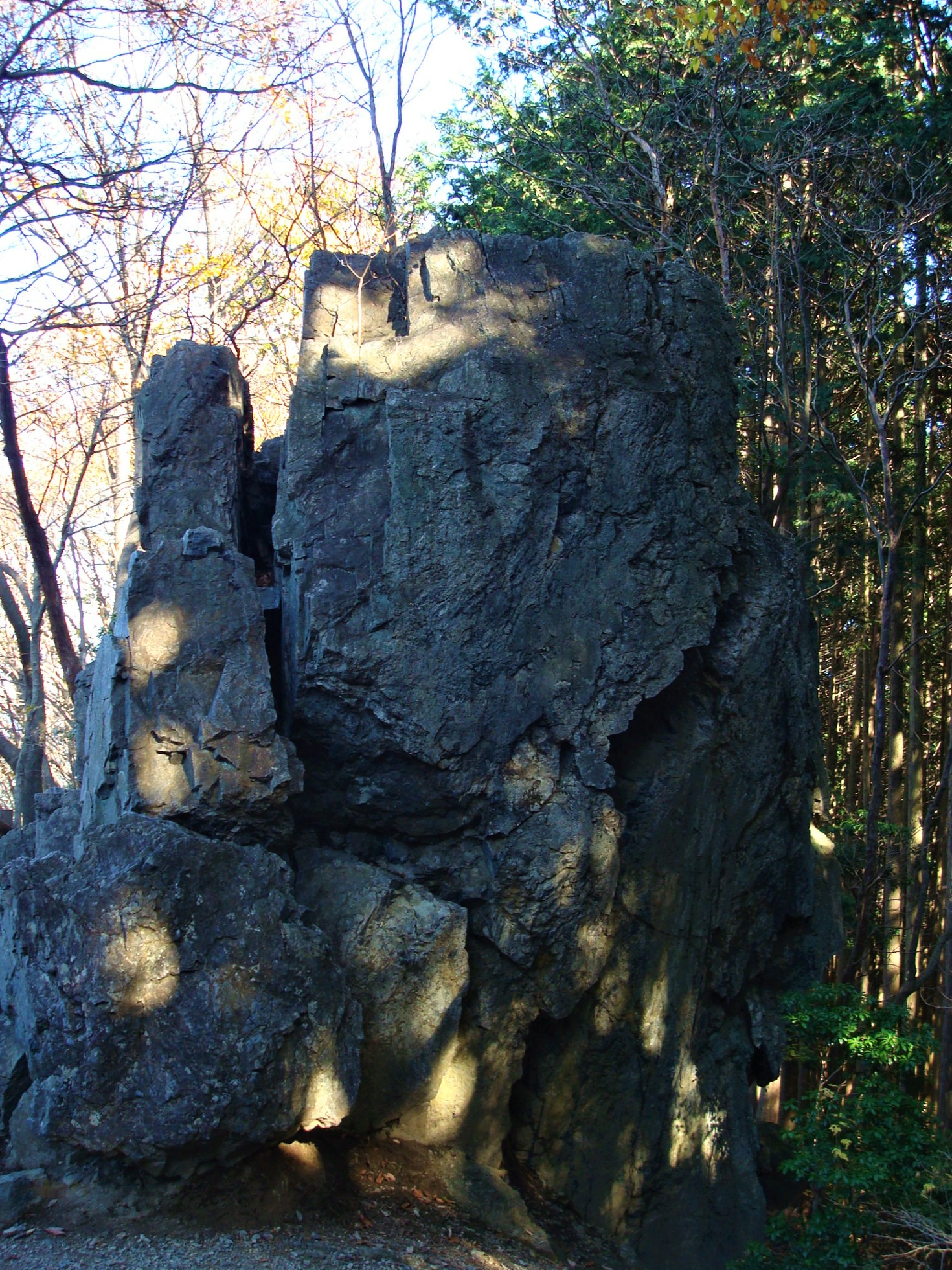
岩茸石
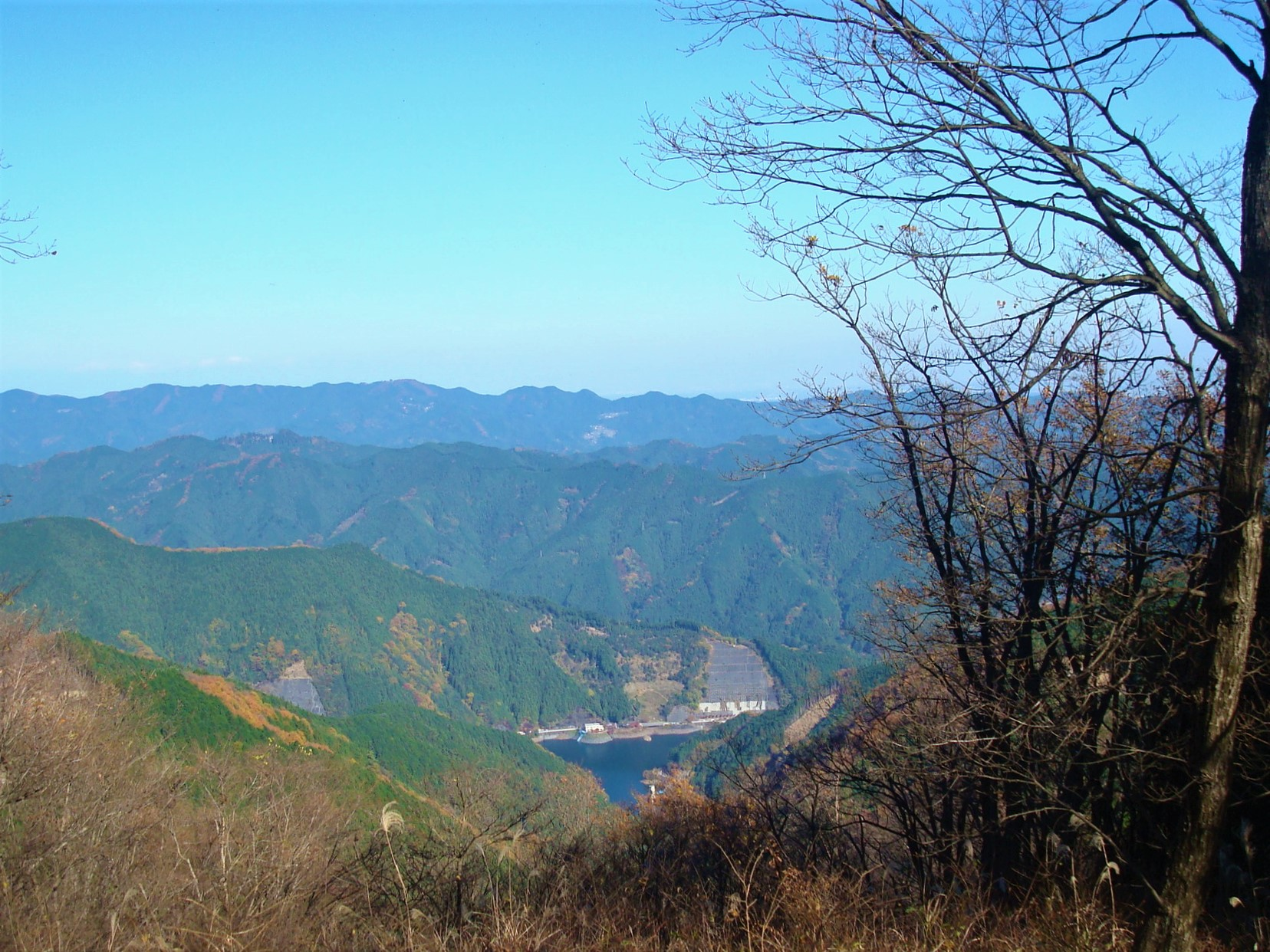
権次入峠からの名栗湖
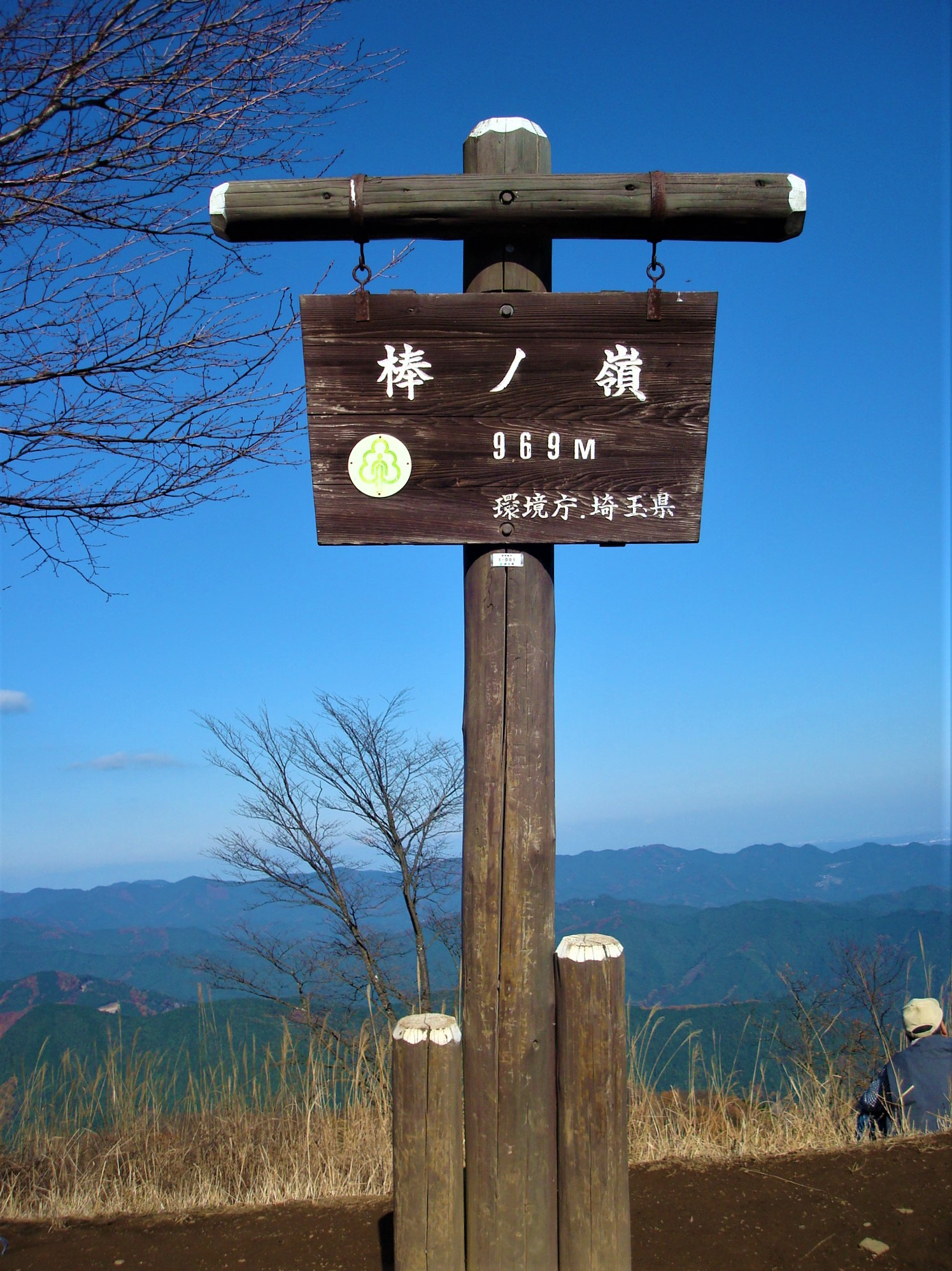
棒ノ折山山頂
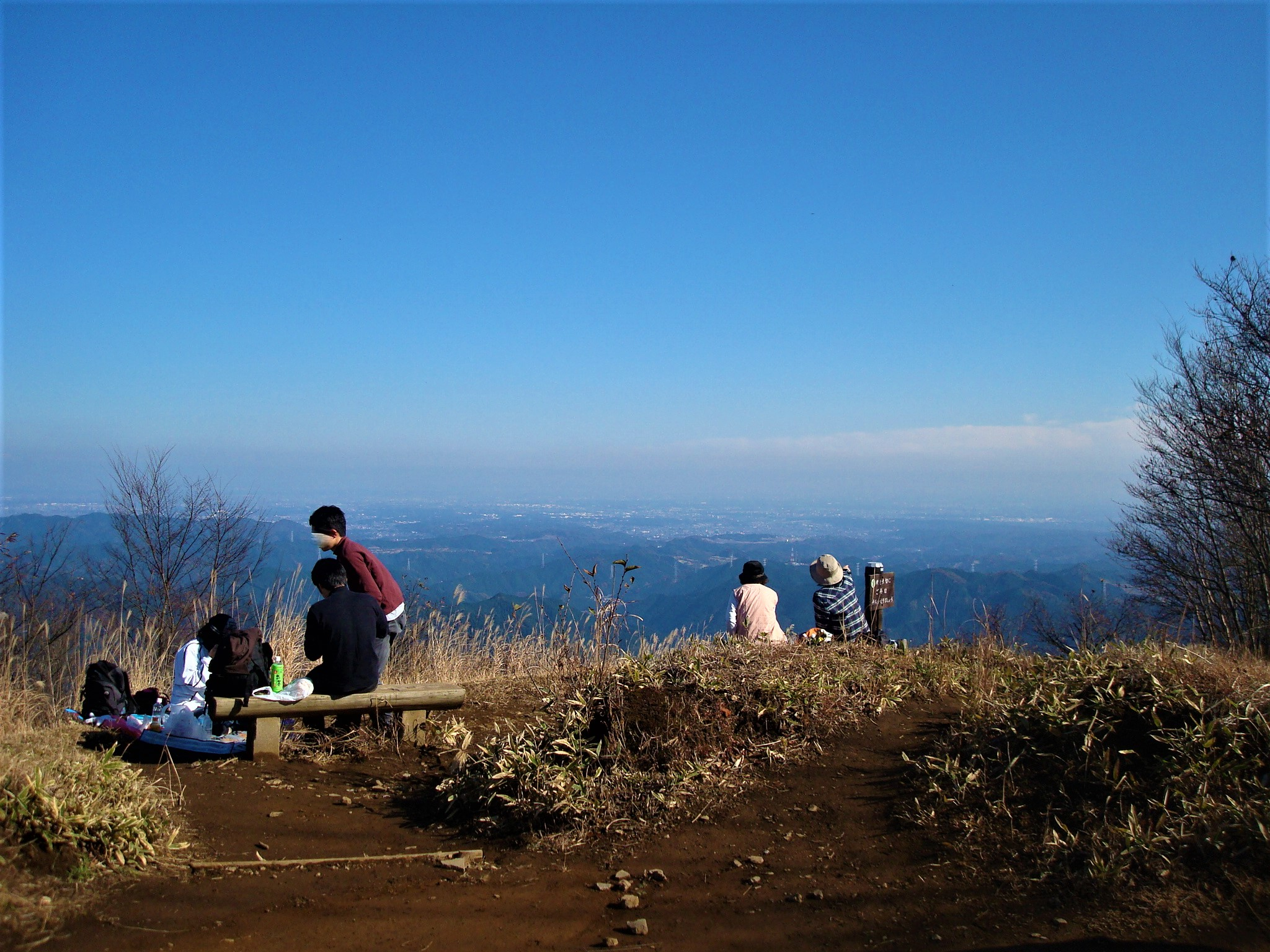
棒ノ折山からの風景
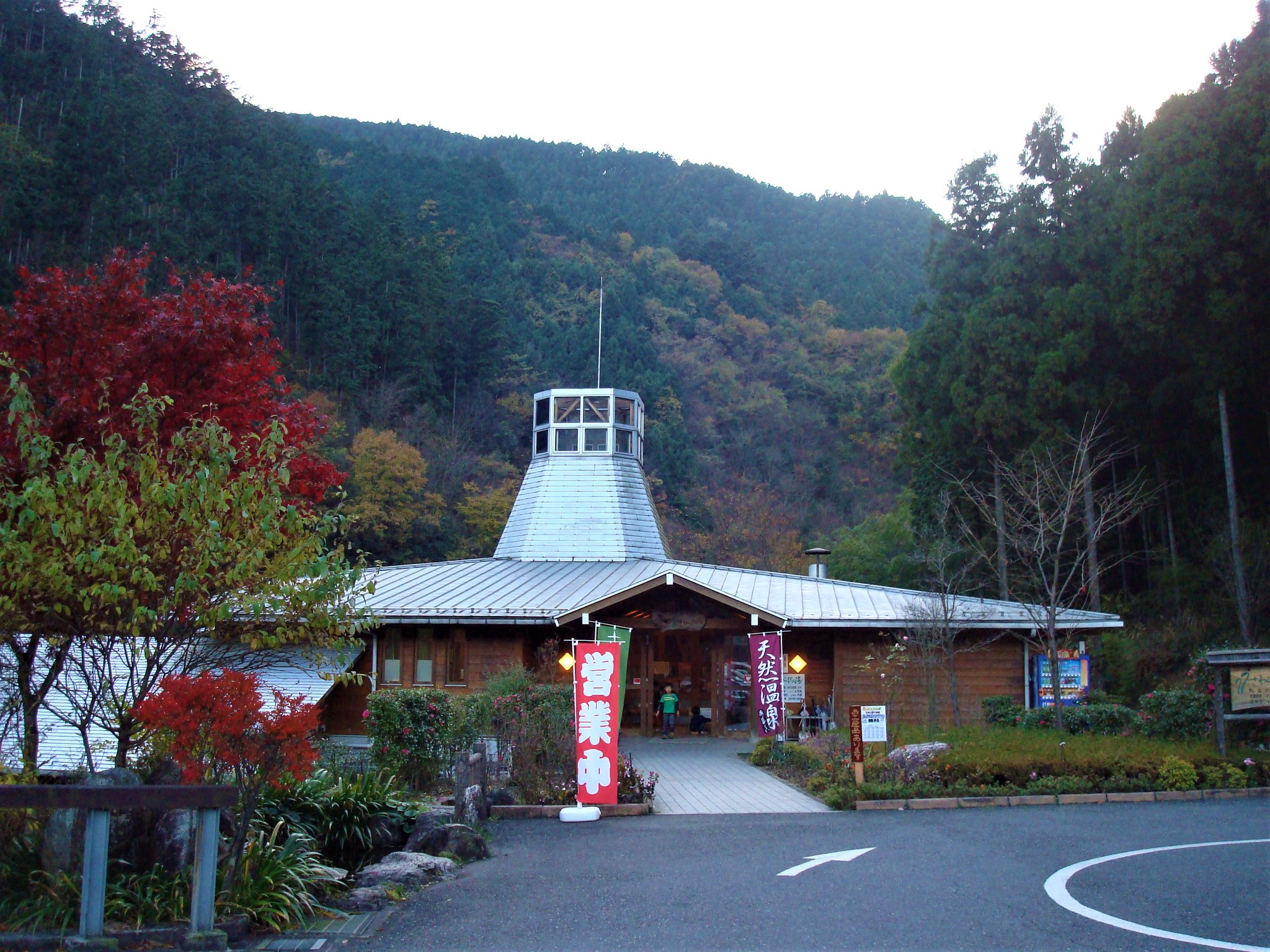
さわらびの湯

## 付近のキャンプ場
- 有間小屋キャンプ場（現在はキャンプ場跡があるだけ）
- 奥茶屋キャンプ場
- 百軒茶屋キャンプ場
- 中茶屋キャンプ場
- 清東園キャンプ場

## 隣接する山
- 槙ノ尾山（945m）
- 長尾丸山（958m）
- 黒山（842m）
- 馬乗馬場（776m）
- 高水山（759m）- 高水三山
- 岩茸石山（793m）- 高水三山
- 惣岳山（756m）- 高水三山